# Klokočevke
Klokočevke (lat. Staphyleaceae nom. cons.) biljna je porodica iz reda Crossosomatales u koju je nekada uključivan veći broj rodova, od kojih se danas mnogi navode kao sinonimi.

## Opis
Većina članova porodice Staphyleaceae, ili porodice mjehurićastih oraha ili klokočevki, listopadno je drveće ograničeno na sjevernu umjerenu regiju, ali neke vrste rasprostranjene su čak na jugu do Bolivije i Malezije. Staphylea ili klokoč se sastoji se od 11 vrsta u umjerenom području i često se uzgaja. Turpinia, s najmanje 10 vrsta, porijeklom je iz tropske Amerike i jugoistočne Azije, gdje se različite vrste lokalno koriste za građu. Euscaphis (sinonim za Staphylea) se sastoji od jedne vrste E. japonica (“korejsko drvo dušice”), koja je porijeklom iz Kine, Koreje i Japana; njeni se plodovi koriste za pripremu biljnih lijekova.

## Rodovi
1. Dalrympelea Roxb.
2. Staphylea L.
3. Turpinia Vent.

Rasprostranjene su na sjevernoj hemisferi ali i Južnoj Americi. Rod Tapiscia, danas se klasificira u red Huerteales.